# Altes Rathaus Brehna

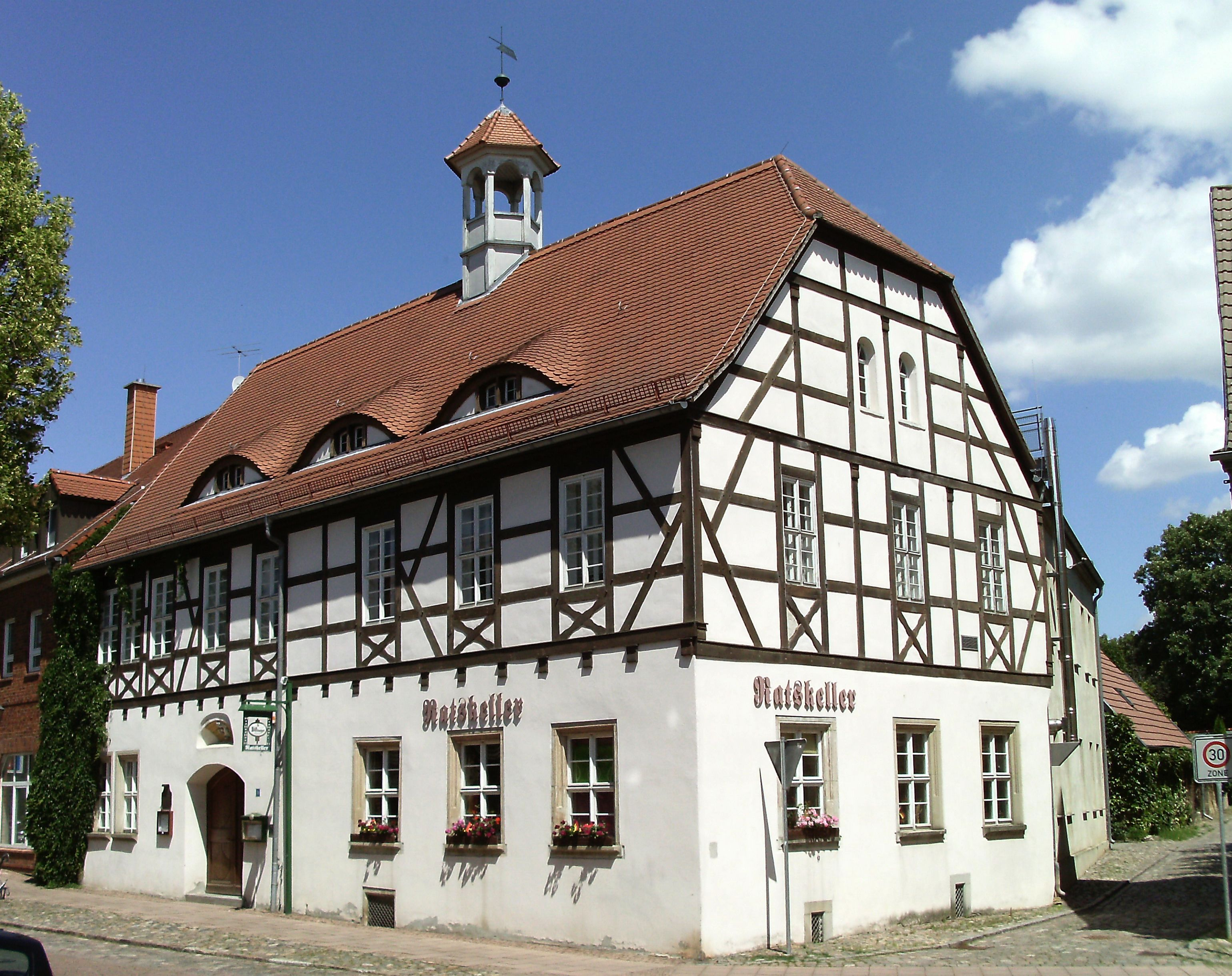
Altes Rathaus Brehna

Das Alte Rathaus von Brehna ist ein Baudenkmal in der Stadt Sandersdorf-Brehna im Landkreis Anhalt-Bitterfeld in Sachsen-Anhalt.
Brehna wird noch im Jahr 1201 als Dorf (villa) erwähnt, aber im Jahr 1274 zur Stadt erhoben. Heute gibt es zwei Rathäuser. Das Alte Rathaus steht in der Bitterfelder Straße an der Ecke Rathausgasse und somit südlich des Neuen Rathauses, das sich ebenfalls in der Bitterfelder Straße befindet. Es wurde im 16. Jahrhundert erbaut. Das zweigeschossige traufständige Gebäude ist ein Bruchsteinbau mit Fachwerkobergeschoss. Auf dem Dach mit den Fledermausgauben sitzt ein Dachreiter mit Laterne. Aus der Zeit nach 1550 stammen auch das Wappen und Teile des Portals.
Das Gebäude im Nordbereich des Marktes ist mehrfach ausgebrannt, etwa 1631 und 1713, daher stammt das Obergeschoss in seiner heutigen Gestalt aus der Zeit nach dem zweiten Brand. Heute befindet sich in dem ehemaligen Rathaus der Ratskeller. Es steht unter Denkmalschutz und trägt im Denkmalverzeichnis die Erfassungsnummer 094 06307.